# Erica Sullivan
Erica Marie Sullivan (* 9. August 2000 in Las Vegas) ist eine Schwimmerin aus den Vereinigten Staaten. Sie gewann eine olympische Silbermedaille.

## Sportliche Karriere
Erica Sullivan hat eine japanischstämmige Mutter, ihr Vater war während seines Studiums als Schwimmer aktiv. Sie begann bei den Sandpipers of Nevada und besuchte die Palo Verde High School, die sie 2018 abschloss. Seit 2021 studiert sie an der University of Texas at Austin, nachdem sie sich eigentlich schon für ein Filmstudium an der University of Southern California entschieden hatte.
2016 war Sullivan bei den Olympiaauscheidungswettkämpfen Zwölfte über 800 Meter Freistil. 2017 belegte sie bei den Juniorenweltmeisterschaften den achten Platz über 800 Meter Freistil und den vierten Platz über 1500 Meter Freistil. Bei den Pan Pacific Swimming Championships 2018 wurde sie Fünfte über 800 Meter Freistil. Im Jahr darauf trat Sullivan bei den Weltmeisterschaften 2019 in Gwangju im Freiwasserschwimmen über 25 Kilometer an und belegte den fünften Platz.
Für die wegen der COVID-19-Pandemie erst 2021 stattfindenden Olympischen Spiele in Tokio qualifizierte sich Sullivan über 1500 Meter Freistil als Zweite hinter Katie Ledecky. Über 800 Meter wurde sie bei den US-Trials Sechste. Bei den olympischen Schwimmwettkämpfen hatte Ledecky über 400 Meter Freistil die Silbermedaille gewonnen. Am gleichen Tag fanden die Vorläufe über 1500 Meter Freistil statt. Trotzdem schwamm Ledecky die schnellste Vorlaufzeit vor der Chinesin Wang Jianjiahe, Sullivan war Drittschnellste. Im Finale siegte Ledecky mit vier Sekunden Vorsprung vor Sullivan, anderthalb Sekunden hinter Sullivan schlug die Deutsche Sarah Köhler als Dritte an.
2022 und 2023 konnte sich Sullivan nicht für internationale Wettkämpfe qualifizieren.